# Thörigen
Thörigen ist eine politische Gemeinde im Verwaltungskreis Oberaargau des Kantons Bern in der Schweiz.

## Geographie
Thörigen liegt auf 483 m ü. M., 2,5 km südöstlich von Herzogenbuchsee und 6 km südwestlich der Stadt Langenthal (Luftlinie). Das Strassenkreuzungsdorf erstreckt sich inmitten der Ebene des Altachentals am nördlichen Rand des Molassehügellandes der Buchsiberge, im Oberaargau.
Die Fläche des 4,5 km² grossen Gemeindegebiets umfasst einen Abschnitt des nördlichen Berner Mittellandes. Der zentrale Teil des Gebietes wird vom Altachental eingenommen, einer 1 bis 1,5 km breiten Ebene, welche nach Westen zur Önz entwässert wird und einst eine Schmelzwasserrinne am Rand des eiszeitlichen Rhonegletschers bildete.
Nach Süden erstreckt sich der Gemeindeboden auf die Waldhöhen der Buchsiberge, welche durch das Tal des Stauffenbachs und seines östlichen Zuflusses aus dem Duppental untergliedert sind. Der Stauffenbach tritt beim Oberdorf in die Ebene von Thörigen hinaus und vereinigt sich westlich des Dorfes mit der Altache. Westlich des Stauffenbachtals befinden sich die Wälder von Mättenberg (570 m ü. M.) und Humberg (bis 584 m ü. M.), östlich davon der Duppentalwald und der Bützbergwald, in dem mit 590 m ü. M. der höchste Punkt von Thörigen erreicht wird. Im Norden wird das Altachental durch die leicht gewellte Moränenlandschaft bei Herzogenbuchsee flankiert. Der Gemeindebann reicht über die Höhe von Eigen (525 m ü. M.) bis an den Rand des Oberwaldes. Von der Gemeindefläche entfielen 1997 12 % auf Siedlungen, 36 % auf Wald und Gehölze, 51 % auf Landwirtschaft, und etwas weniger als 1 % war unproduktives Land.
Zu Thörigen gehören die Siedlungen Oberdorf (497 m ü. M.) am Eingang in das Stauffenbachtal zwischen Mättenberg und Bützbergwald und Mättenberg (505 m ü. M.) im Stauffenbachtal zwischen Mättenberg und Duppentalwald sowie einige Einzelhöfe. Nachbargemeinden von Thörigen sind Thunstetten, Bleienbach, Ochlenberg, Bettenhausen und Herzogenbuchsee.

## Bevölkerung
Mit 1191 Einwohnern (Stand 31. Dezember 2023) gehört Thörigen zu den kleineren Gemeinden des Kantons Bern. Von den Bewohnern sind 97,9 % deutschsprachig, 0,4 % französischsprachig, und 0,4 % sprechen Englisch (Stand 2000). Die Bevölkerungszahl von Thörigen belief sich 1850 auf 718 Einwohner, 1900 noch auf 650 Einwohner. Im Verlauf des 20. Jahrhunderts pendelte die Bevölkerungszahl stets im Bereich zwischen 640 und 700 Personen. Seit 1960 (691 Einwohner) wurde eine deutliche Bevölkerungszunahme verzeichnet.

## Wirtschaft
Thörigen war bis in die zweite Hälfte des 20. Jahrhunderts ein vorwiegend durch die Landwirtschaft geprägtes Dorf. Noch heute haben der Ackerbau und Obstbau sowie die Viehzucht und Forstwirtschaft einen wichtigen Stellenwert in der Erwerbsstruktur der Bevölkerung. Weitere Arbeitsplätze sind im lokalen Kleingewerbe und im Dienstleistungssektor vorhanden. In Thörigen sind heute Betriebe des Bau- und Transportgewerbes, der Elektrobranche, des Gartenbaus, der Holzverarbeitung, des Maschinenbaus vertreten, es gibt eine Wäscherei und eine Firma für die Herstellung von Präzisionsdrehteilen. In den letzten Jahrzehnten hat sich das Dorf durch den Bau neuer Quartiere am nördlichen Rand der Altachenebene zu einer Wohngemeinde entwickelt. Viele Erwerbstätige sind deshalb Wegpendler, die hauptsächlich in der Region Langenthal-Herzogenbuchsee arbeiten.

## Verkehr
Die Gemeinde ist verkehrsmässig recht gut erschlossen. Sie liegt an der Hauptstrasse von Burgdorf nach Langenthal, die hier von der Staatsstrasse von Herzogenbuchsee nach Huttwil gekreuzt wird. Durch eine Buslinie, welche die Strecke von Herzogenbuchsee nach Langenthal bedient, ist Thörigen an das Netz des öffentlichen Verkehrs angebunden.

## Geschichte
Die erste urkundliche Erwähnung des Ortes erfolgte 1270 unter dem Namen Thoerinen. Später erschienen die Bezeichnungen Thurinon (1295), Thorinon (1312), Töringen (1320) und Thöringen (1452). Die Etymologie des Ortsnamens ist unsicher. Eventuell ist Thörigen vom lateinischen Personennamen Taurinus abgeleitet.
Im Mittelalter unterstand Thörigen den Freiherren von Aarburg, die ihre Rechte im Jahr 1429 an die Stadt Burgdorf verkauften. Das Dorf wurde der von Burgdorf kontrollierten Landvogtei Lotzwil zugeordnet, die Hohe Gerichtsbarkeit oblag aber stets (seit 1460 auch vertraglich geregelt) dem bernischen Landvogt in Wangen. Nach dem Zusammenbruch des Ancien Régime (1798) gehörte Thörigen während der Helvetik zum Distrikt Wangen und ab 1803 zum Oberamt Wangen, das mit der neuen Kantonsverfassung von 1831 den Status eines Amtsbezirks erhielt.

## Sehenswürdigkeiten
Das Dorf hat zahlreiche charakteristische Bauernhäuser des bernischen Landstils aus dem 18. und 19. Jahrhundert bewahrt. Der Gasthof «Löwen» stammt von 1816. Thörigen besass früher eine Ulrichskapelle, es gehörte aber stets zur Kirchgemeinde Herzogenbuchsee.

## Persönlichkeiten
- Emil Günter (1853–1927), Unternehmer, Politiker und Autor
- Werner Günther (1898–1988), Germanist und Hochschullehrer in Neuenburg
- Nik Gygax (1957–2020), Koch